# Guillaume Pavée de Vandeuvre
Pour les articles homonymes, voir Vandeuvre.
Gabriel-Guillaume-Gustave Pavée de Vandeuvre est un homme politique français né le 14 septembre 1808 à Meaux (Seine-et-Marne) et mort le 1er juillet 1870 à Troyes (Aube).

## Biographie
Fils de Guillaume Gabriel Pavée de Vandeuvre, député de l'Aube et pair de France, il est député de l'Aube de 1849 à 1851, siégeant à droite. Il fut membre de la Société académique de l'Aube et s'est éteint au 14 rue des Quinze-Vingt sous l'occupation prussienne.

## Sources
- « Dictionnaire des parlementaires français de 1789 à 1889 (Adolphe Robert, Edgar Bourloton et Gaston Cougny) », sur gallica BNF (consulté le 30 août 2013)